# Fanaloka
Fanaloka (Fossa fossana) je zástupce čeledi madagaskarských šelem (Eupleridae). Vyskytuje se pouze v tropických lesích na Madagaskaru.

## Popis
Fanaloka je malý savec, asi 47 cm dlouhý, ocas měří asi 20 centimetrů. Hmotnost činí asi 1,5–2 kg.

## Způsob života
Fanaloka je noční živočich. Na jeho jídelníčku najdeme malé obratlovce, hmyz, vodní živočichy a vejce ukradená z ptačích hnízd.

## Rozmnožování
Páření fanalok probíhá v srpnu až září a březost trvá tři měsíce, končí narozením jednoho mláděte.